# Fjord norvégien

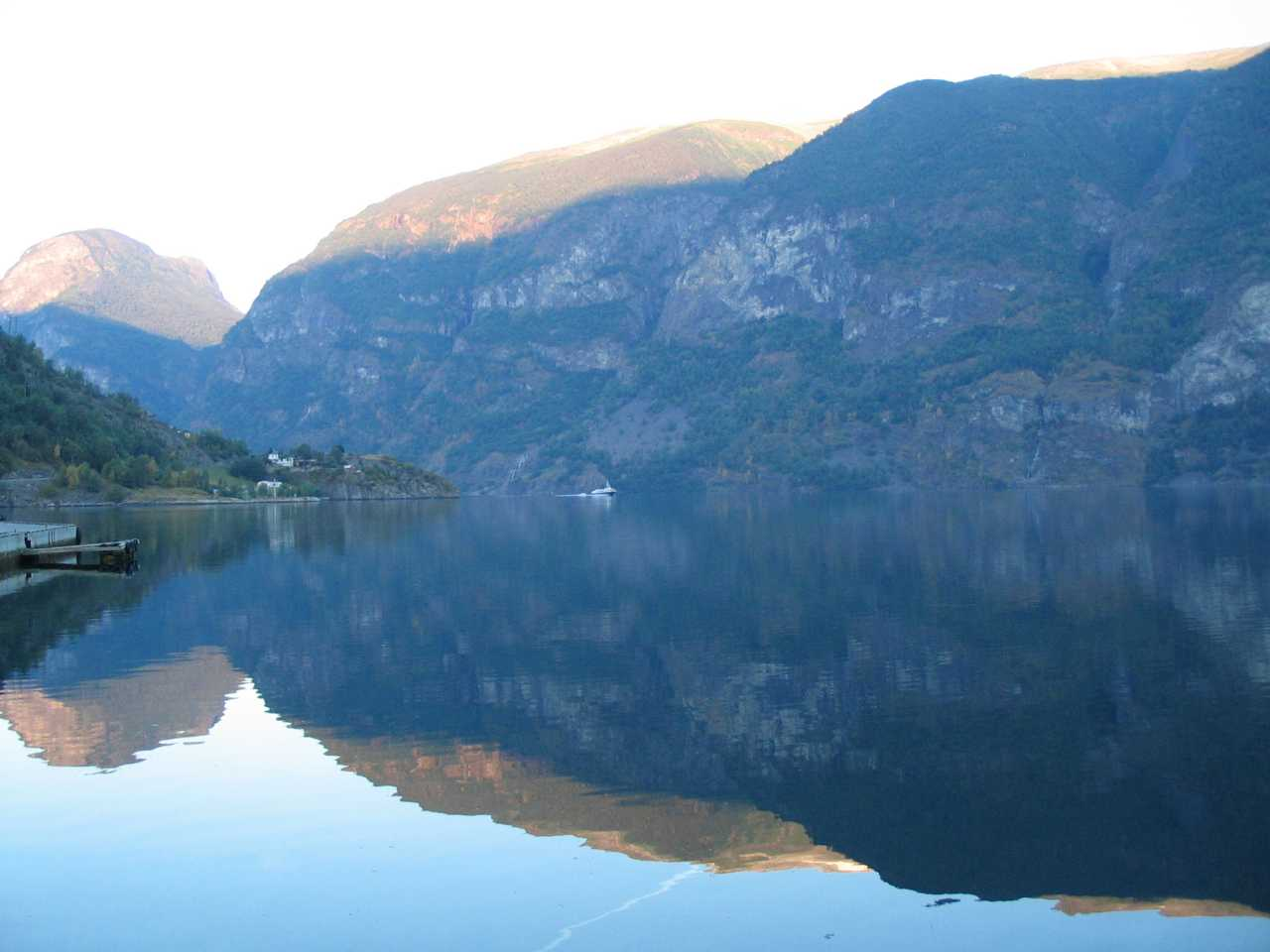
Le Sognefjorden, Norvège vu d'Aurland. Au fond, Flam

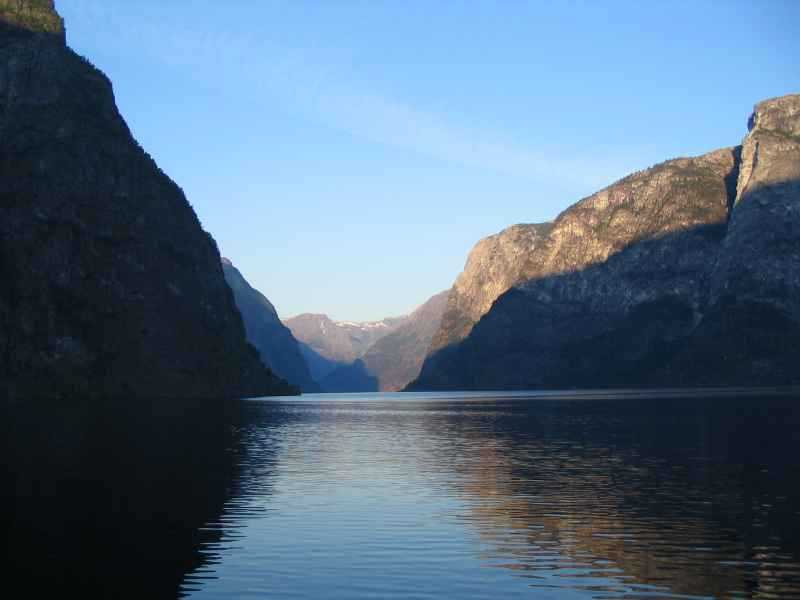
Le Sognefjorden, Norvège

Un fjord norvégien est un fjord situé en Norvège. La Norvège est appelée « pays des fjords », car ils y sont particulièrement nombreux (plus de 1000) et spectaculaires. 

Deux d’entre eux, le Geirangerfjord et le Nærøyfjord, ont été classés au patrimoine mondial de l'UNESCO sous le nom de Fjords de l'Ouest de la Norvège. 

Le Sognefjord, parfois appelé « roi des fjords », est le plus long (204 km) et le plus profond (1 308 m) du pays.

## Faune et flore

### Faune
- Mammifères

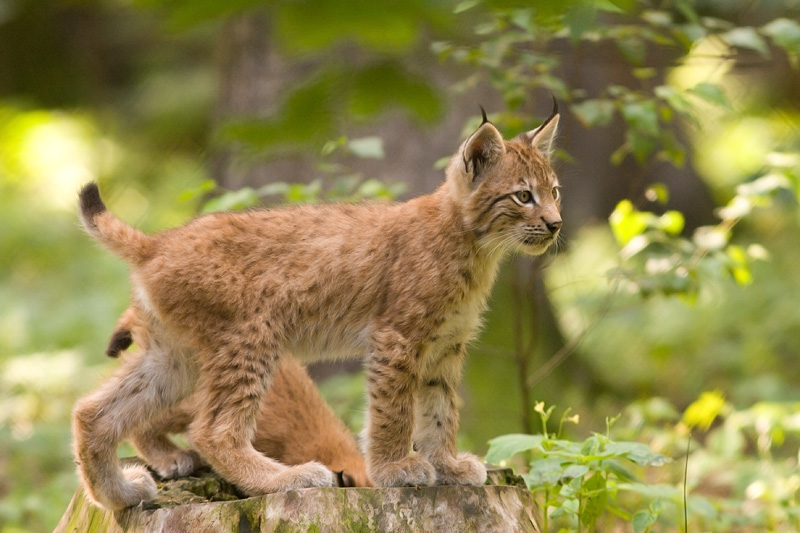
Un jeune lynx

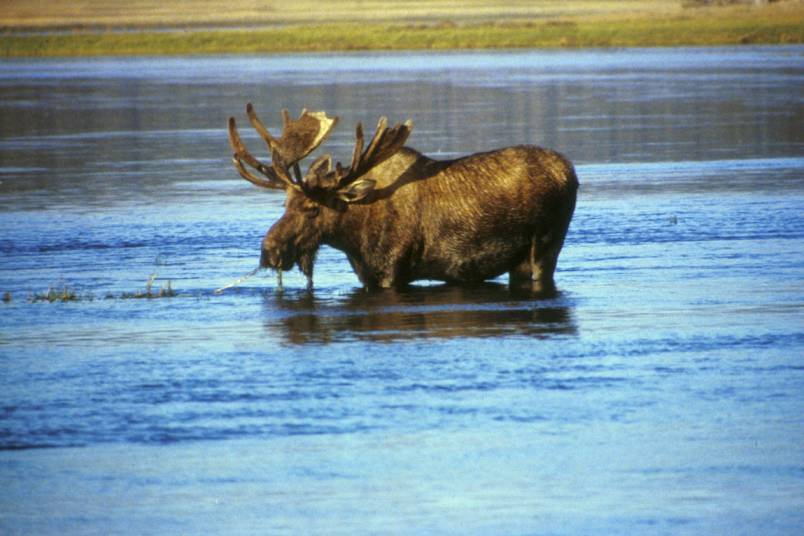
Élan

Les forêts de conifères abritent de nombreux mammifères. Les musaraignes sont parmi les plus petits. Les petits campagnols et lemmings sont également communs. Ils mènent une vie dangereuse, car ce sont les proies des chouettes.
Dépassant deux mètres de haut, l'élan est le plus grand mammifère des forêts de Norvège. Le renne est commun, mais le glouton est devenu rare.
De nombreux mammifères vivent sur les pentes abruptes des montagnes bordant les fjords. La neige et la glace leur procurent de l'eau et favorisent la pousse de la végétation. Les grandes espèces résistent souvent mal au froid, mais certaines, comme le bœuf musqué, y sont parfaitement adaptées.
L'ours brun et le lynx boréal sont devenus de plus en plus rares, mais peuvent être vus dans le grand Nord. Le loup, qui a été chassé pendant des siècles, est devenu extrêmement rare. Parmi les mammifères aquatiques, le castor et la loutre sont encore relativement abondants en Norvège.
- Oiseaux

Les caractéristiques des fjords norvégiens en font un environnement idéal pour la faune, tant pour les grands oiseaux marins que pour les petites espèces forestières. Les îles Lofoten sont le plus grand sanctuaire d'oiseaux de Norvège; sur ces 365 petites îles, guillemot, macareux, pygargue, mouette tridactyle, fulmar, fou de Bassan et barge à queue noire vivent paisiblement.
De nombreux oiseaux insectivores, comme les pouillots et les gobe-mouches, migrent des tropiques aux forêts de conifères chaque printemps. Ils viennent au bord des fjords car la nourriture y est abondante et la longueur du jour idéale pour élever leurs jeunes.
Il est possible d'apercevoir le pygargue à queue blanche, l'aigle royal, le faucon pèlerin ou même le faucon gerfaut survolant les montagnes au bord des fjords.

### Flore
Les paysages sont variés : îlots rocheux par milliers, forêts denses de pins et de bouleaux, landes et tourbières. Grâce à l'effet du Gulf Stream (courant marin chaud), fleurs, baies et champignons sont abondants.
La renoncule des glaciers détient le record d'altitude des plants de Norvège, en poussant jusqu'à 2 370 mètres. L'anémone des bois est une des fleurs de montagne les plus précoces de Norvège; elle fleurit à la fin du mois d'avril, souvent avant la fonte des neiges. Le bleu intense de la petite gentiane en fait une des fleurs les plus spectaculaires de la région. Elle est très sensible aux variations de température.
Parmi les autres plantes de Norvège, citons la primevère de Scandinavie, la pédiculaire de Laponie ou encore une orchidée célèbre, la calypso.